# Challenger de Pekín 2013
El Beijing International Challenger 2013 fue un torneo de tenis profesional que se jugó en pistas duras. Se trató de la cuarta edición del torneo que forma parte del ATP Challenger Tour 2013 . Tuvo lugar en Pekín , China entre el 8 y el 14 de julio de 2013.

## Jugadores participantes del cuadro de individuales

### Cabezas de serie
| País                                  | Jugador             | Rank1 | Favorito |
| Bandera de China Taipéi               | Lu Yen-Hsun         | 75    | 1        |
| Bandera de Japón                      | Go Soeda            | 129   | 2        |
| Bandera de la República Popular China | Zhang Ze            | 166   | 3        |
| Bandera de Japón                      | Tatsuma Ito         | 181   | 4        |
| Bandera de la República Popular China | Wu Di               | 184   | 5        |
| Bandera de Japón                      | Hiroki Moriya       | 196   | 6        |
| Bandera de Tailandia                  | Danai Udomchoke     | 247   | 7        |
| Bandera de Indonesia                  | Christopher Rungkat | 301   | 8        |
| ------------------------------------- | ------------------- | ----- | -------- |

- 1 Se ha tomado en cuenta el ranking del 24 de junio de 2013.

### Otros participantes
Los siguientes jugadores recibieron una invitación (wild card), por lo tanto ingresan directamente al cuadro principal:
- Bai Yan
- Wang Chuhan
- Ning Yuqing
- Ouyang Bowen

Los siguientes jugadores ingresan al cuadro principal tras disputar el cuadro clasificatorio:
- Hung Jui-Chen
- Na Jung-Woong
- Jun Woong-Sun
- Erik Crepaldi

## Campeones

### Individual Masculino
- Yen-Hsun Lu derrotó en la final a  Go Soeda por 6-2, 6-4.

### Dobles Masculino
- Toshihide Matsui  /  Danai Udomchoke  derrotaron en la final a  Mao-Xin Gong  /  Ze Zhang por 4-6, 7-6(6), [10-8].